# Euloge Schneider
 (juillet 2020).
Si vous disposez d'ouvrages ou d'articles de référence ou si vous connaissez des sites web de qualité traitant du thème abordé ici, merci de compléter l'article en donnant les références utiles à sa vérifiabilité et en les liant à la section « Notes et références ».
 (juillet 2020).
- Si vous ne connaissez pas le sujet, laissez ce bandeau (vous pouvez alors contacter les auteurs).
- Si vous supprimez le contenu mis en cause (vous pouvez préalablement contacter les auteurs),

argumentez précisément cette suppression dans la page de discussion
(un manque de référence n'est pas un argument ; une recherche réelle de référence doit avoir été effectuée, être formellement documentée).
Pour les articles homonymes, voir Schneider.
Johann Georg Schneider, dit Euloge Schneider, né à Wipfeld (Bavière) le 20 octobre 1756 et mort guillotiné à Paris le 1er avril 1794, est un curé rouge franciscain allemand devenu prêtre séculier avant d'abandonner sa vocation et de se marier quelque temps avant son exécution. Acquis aux idées révolutionnaires il occupe, entre autres, le poste d'accusateur auprès du tribunal criminel de Strasbourg pendant la Révolution française.

## Biographie
Né à Wipfeld, une ville appartenant au monastère de Wurtzbourg, il était le fils d'un vigneron et de son épouse. Il avait 10 frères et sœurs.

### À Würzburg
Très jeune Johann Georg se montre doué pour les études. Il apprend le latin sous la férule de Valentin Fahrmann, chanoine du monastère voisin de Heidenfeld, qui, lorsque son élève eut douze ans, le fait entrer dans un internat de Wurzbourg, ce qui lui permit pendant les cinq années suivantes de fréquenter le Gymnasium, une institution dirigée par les Jésuites. Il s'intéresse alors à l'art romanesque et devient un ardent lecteur et admirateur des poèmes de Klopstock et de Gellert. Ses études secondaires terminées, il s'inscrit à l'Université de Würzburg en philosophie et en droit. Son penchant pour la littérature continue.

### Le franciscain et homme de lettres Euloge
Attiré par la vocation religieuse il entre en avril 1777, à l’âge de 21 ans, à Bamberg dans l’Ordre franciscain et reçoit le nom d’Euloge (d’après celui de saint Euloge de Cordoue). Sa formation pour le sacerdoce comprenait un cycle d’études de trois ans incluant l'histoire de la philosophie, la métaphysique, la logique, la morale, l’histoire de l’Église, les mathématiques, la physique spéculative et expérimentale. C’est la rhétorique qui est sa matière préférée. C'est aussi à Salzbourg qu'il achève ses études et est ordonné prêtre.
Possédant une belle plume il se rend célèbre pour avoir écrit en l’honneur de la Trinité le cantique « Sei gelobt und hochgepriesen » ("Soyez loué et hautement loué"), cantique que les diocèses de Wurtzbourg et de Hildesheim promurent.
Alors qu'il se forme il parcourt les bibliothèques de Salzbourg et s'initie aux œuvres littéraires et philosophiques modernes. Il est un temps poète et fréquente les cercles des Illuminés de Bavière. Par ailleurs il traduit l'Anacréon de Saint Jean Chrysostome.

### Partisan de la Révolution française
Acquis aux idées des Lumières il souhaite faire une carrière académique. Acceptant un poste de professeur de grec à l'Université de Bonn, où il eut pour élève Ludwig van Beethoven en 1789-1790, et souhaitant être libre de publier, il quitte l’Ordre franciscain, et avec l’autorisation du Pape devint, pour un temps, « prêtre séculier ». L’année suivante, il fait paraitre ses premiers écrits ouvertement favorables aux idées des Lumières suscitant l'opposition de son évêque.
Par ailleurs partisan enthousiaste de la Révolution française, il écrit une Ode auf die Revolution (Ode à la Révolution) qui se termine par les couplets suivants :
Elle est tombée la chaine du despotisme,
Heureux peuple ! Par ta main :
Le trône du prince est devenu pour toi un lieu de liberté.
Et le royaume est devenu une patrie.
Ce n’est plus un trait de plume, ce n’est plus « Tel est notre plaisir »,
Qui décidera désormais du sort du citoyen.
Là-bas, elle est en ruines, la Bastille,
Le Français est un homme libre !
Malgré la protection de l’électeur Maximilien, il est, sous pression de l'évêque et du Nonce, renvoyé de l'université le 7 juin 1791. Il en profite alors pour se rapprocher de la Loge maçonnique de Krefeld Zur vollkommenenen Gleichheit (Pour une égalité parfaite), loge dont il devait plus tard être exclu.

### Vers l'échafaud
En 1791, il s'installe à Strasbourg. Il est employé comme vicaire épiscopal, professeur au séminaire, prédicateur à la cathédrale. En fin de compte, il s'éloigne de plus en plus de l'idéal religieux, séduit par l'idéal révolutionnaire français. Il devient conseiller municipal, rédacteur en chef et responsable de la revue "Argos", publiée à partir de juin 1792, et préside un certain temps le Club des Jacobins de Strasbourg. Sa radicalisation croissante l’amène à présider un certain temps le Comité de sureté générale et de surveillance, et à devenir commissaire civil et accusateur public au Tribunal révolutionnaire. À ce poste, il soutient la Terreur et valide les condamnations à mort. C’est à cette époque qu’il écrit la première traduction allemande de la Marseillaise. Par ailleurs il est derrière la création d'un réseau de prêtres défroqués, les Schneidériens, acquis à la Révolution française et venus comme lui d'Allemagne. De Barr à Haguenau, ce réseau agissant sur tout le Bas-Rhin fonctionnait comme réseau d'espionnage et d'influence, cherchant à renverser les municipalités non acquises à la Révolution, pratiquant le rançonnage des riches et la délation.
Le 15 décembre 1793, il épouse Sara Stamm, fille d'un marchand de vins de Strasbourg. Quelques heures après son mariage, il est arrêté sur ordre de Saint-Just, du commissaire à la Convention et « adjoint en mission extraordinaire » pour l'Alsace, Philippe-François-Joseph Le Bas, et envoyé sur la place d’Armes de Strasbourg pour y être exhibé et qu'il confesse publiquement ses fautes. La déclaration du jury se présentait ainsi : Schneider, « ancien prêtre et né sujet de l'empereur (allemand) », est « entré hier à Strasbourg avec un faste démesuré, tiré par six chevaux et entouré de gardes au sabre nu ». C'est pourquoi « le dit Schneider doit être aujourd'hui (15 décembre 1793) exposé au peuple sur l'échafaud de la guillotine de dix heures du matin à deux heures de l'après-midi, afin d'expier la honte infligée aux coutumes de la république en train de naitre ». Finalement il est envoyé à Paris, conduit « de brigade en brigade au Comité de la protection sociale de la Convention nationale à Paris ».

Il est emprisonné à l'abbaye Saint-Germain-des-Prés de Paris. Là, il partageait sa cellule avec le comte Merville, un aristocrate opposant à la Révolution. Le 1er avril 1794, il est finalement guillotiné.

L'exécution d'Euloge Schneider

## Mythes et légendes
Euloge Schneider est le redoutable curé de Le Citoyen Schneider, de Erckmann-Chatrian, in Les Échos du Rhin, Colmar, 1862 (1er oct.), puis in Contes et romans populaires (p. 75-80), J. Hetzel, 1867.
Euloge Schneider apparait dans Les Évangiles du Diable, de Claude Seignolle. Il est présenté comme un être sanguinaire voyageant dans un carrosse suintant du sang, tiré par des chevaux-squelettes menés par un cocher brandissant un couteau, sa tête coupée à la main, sur la route de Mittelbergheim à Barr, la nuit quand un orage menace.
Euloge Schneider est cité dans un chapitre des Souvenirs, épisodes et portraits  pour servir à l'histoire de la Révolution et l'Empire, de Charles Nodier, 2 vol. in-8°. Levavasseur au Palais-Royal, 1831.

## Œuvres
- De philosophiae in sacro tribunali usu commentatio, 1786 (en Latin);
- Rede über die christliche Toleranz auf Katharinentag, 1785;
- Des heiligen Chrysostomus Kirchenvaters und Erzbischoffs zu Konstantinopel Reden über das Evangelium des heiligen Matthei. Dal greco tradotto e con note di Johann Michael Feder and E. Sch., 2 vols., 4 dept., 1786–88;
- Freymüthige Gedanken über den Werth und die Brauchbarkeit der  Chrysostomischen Erklärungsreden über das Neue Testament und deren  Uebersetzung, 1787;
- Oden eines Franziscaner Mönchs auf den Rettertod Leopolds von Braunschweig, 1787;
- Ode an die verehrungswürdigen Glieder der Lesegesellschaft zu  Bonn, als das Bildniß unsers erhabenen Kurfürsten im Versammlungssaale  feyerlich aufgestellt wurde, 1789;
- Rede über den gegenwärtigen Zustand, und die Hindernisse der schönen Litteratur im katholischen Deutschlande, 1789;
- Elegie an den sterbenden Kaiser Joseph II., 1790;
- Die ersten Grundsätze der schönen Künste überhaupt, und der schönen Schreibart insbesondere, 1790;
- Gedichte. Con ritratto dell'autore, 1790 (51812) [Réédité en 1985];
- Katechetischer Unterricht in den allgemeinsten Grundsätzen des praktischen Christenthums, 1790;
- Patriotische Rede über Joseph II. in höchster Gegenwart Sr. kurfürstl. Durchl. von Cöln, 1790;
- Predigt über den Zweck Jesu bey der Stiftung seiner Religion, held in the court chapel of Bonn on December 20, 1789, 1790;
- Trauerrede auf Joseph II. held before the high Imperial Supreme Court of Wetzlar, 1790;
- Das Bild des guten Volkslehrers, entworfen in einer Predigt über Matth. VII, 15, am 17ten Sonntage nach Pfingsten, 1791;
- De novo rerum theologicarum in Francorum imperio ordine commentatio, 1791 (en Latin);
- Die Quellen des Undankes gegen Gott, den Stifter und Gründer  unserer weisen Staatsverfassung, dargestellt in einer Predigt über Luk. XVII, 17, am 13ten Sonntage nach Pfingsten, 1791;
- Die Übereinstimmung des Evangeliums mit der neuen Staats-Verfassung der Franken. A speech when swearing the solemn civic oath, 1791;
- Rede über die Priesterehe, of the Society of Friends of the  Constitution on October 11, 1791, read in the session of Strasbourg. Traduit du Français avec Notes, 1791;
- Argos, oder der Mann mit hundert Augen, 4 Vols. [4th Vol. publ. par Friedrich Butenschön et Johann Jakob Kämmerer] 1792-1794 [Réédité en 1976];
- Auf die Erklärung der National-Versammlung Frankreichs an die  Völker Europa's und die ganze Menschheit, in Rücksicht des  bevorstehenden Krieges vom 29. December 1791, 1792;
- Auf Kaiser Leopolds II. Tod, 1792;
- Discours sur l'éducation des femmes, held before the Society of Friends of the Constitution meeting in Strasbourg, 1792 (in French);
- Gedächtnisrede auf Mirabeau vor der Gesellschaft der Constitutionsfreunde, 1792;
- Jesus der Volksfreund, 1792;
- Politisches Glaubensbekenntnis, presented to the Society of Friends of the Constitution, 1792;
- Von einem deutschen Bauern am Rhein, 1792;
- Ernste Betrachtungen über sein trauriges Schicksal, nebst  flüchtigem Rückblick auf seinen geführten Lebenswandel kurz vor seiner  Hinrichtung von ihm selbst geschrieben, 1794;
- Der Guckkasten, a funny poem in three songs. Publication posthume, 1795;